# San Antonio Matute
San Antonio Matute es una localidad del estado mexicano de Jalisco. Es parte del municipio de Ameca.

## Toponimia
El nombre «San Antonio» hace referencia al santo patrono de la localidad: Antonio de Padua.

## Demografía
| Gráfica de evolución demográfica |
|                                  |

| Censo | Población |
| ----- | --------- |
| 1900  | 850       |
| 1910  | 1 132     |
| 1921  | 983       |
| 1930  | 691       |
| 1940  | 815       |
| 1950  | 1 143     |
| 1960  | 1 594     |
| 1970  | 1 989     |
| 1980  | 2 136     |
| 1990  | 2 458     |
| 2000  | 2 370     |
| 2010  | 2 225     |
| 2020  | 2 368     |